# Linh Thọ
Linh Thọ (chữ Hán giản thể:灵寿县, pinyin: Língshòu Xiàn, âm Hán Việt: Linh Thọ huyện) là một huyện thuộc địa cấp thị Thạch Gia Trang, tỉnh, Hà Bắc, Cộng hòa Nhân dân Trung Hoa. Huyện Linh Thọ có diện tích 1546 ki-lô-mét vuông, dân số năm 1999 là 312.936 người. Mã số bưu chính là 050500. Huyện này được chia thành 6 trấn và 9 hương.
- Trấn: Linh Thọ, Tháp Thượng, Từ Dục, Xá Đầu, Trần Trang.
- Hương: Tam Thánh Viện, Bắc Oa, Ngưu Thành, Cẩu Đài, Nam Trại, Đàm Trang, Trại Đầu, Nam Doanh, Yên Xuyên.